# Mirsad Dedić
Mirsad Dedić (Srebrenik, 21 februari 1968) is een voormalig profvoetballer uit Bosnië en Herzegovina die speelde als doelman gedurende zijn carrière. Hij beëindigde zijn loopbaan in 2005 bij de Bosnische club Sloboda Tuzla. Dedić speelde in 1999 korte tijd clubvoetbal in Zwitserland bij Yverdon-Sport FC (twee duels).

## Interlandcarrière
Dedić kwam in totaal 27 keer (nul doelpunten) uit voor het voetbalelftal van Bosnië en Herzegovina in de periode 1996 - 2000. Onder leiding van bondscoach Fuad Muzurović maakte hij zijn debuut op woensdag 6 november 1996 in de vriendschappelijke wedstrijd tegen Italië (2-1-overwinning) in Sarajevo, net als Murat Jašarević (FSV Zwickau), Sead Kapetanović (VfL Wolfsburg) en Senad Brkić (HNK Rijeka). Hij loste Fahrudin Omerović af als eerste keuze en stond drie jaar lang bijna onafgebroken onder de lat bij de nationale ploeg.

## Erelijst
FK Sarajevo
- Landskampioen Bosnië

1999
- Beker van Bosnië en Herzegovina

1997, 1998, 2002
- Supercup

1997